# Чемпіонат Європи з футболу серед жінок 1993
Чемпіонат Європи з футболу серед жінок 1993 — п'ятий чемпіонат Європи з футболу серед жінок, що проходив з 1991 по 1993 роки (з кваліфікаційним раундом). Фінальна частина проходила в Італії. Чемпіонський титул вдруге завоювала збірна Норвегії, яка обіграла у фіналі збірну Італії з рахунком 1-0.

## Результати

### Півфінали
| 29 червня 1993 |

| Норвегія | 1–0 | Данія |
| -------- | --- | ----- |
|          |     |       |

| «Спортилія», Санта-Софія Глядачів: 1,000 |

| 30 червня 1993 |

| Італія | 1–1 (дч) (4–3 пен. ) | Німеччина |
| ------ | -------------------- | --------- |
|        |                      |           |

| «Ромео Нері», Ріміні Глядачів: 3,000 |

### Матч за третє місце
| 3 липня 1993 |

| Німеччина | 1–3 | Данія |
| --------- | --- | ----- |
|           |     |       |

| «Альф'єро Моретті», Чезенатіко Глядачів: 500 |

### Фінал
| 4 липня 1993 |

| Італія | 0–1 | Норвегія |
| ------ | --- | -------- |
|        |     |          |

| «Стадіо Діно Мануцці», Чезена Глядачів: 7,000 |